# Remixes (EP de Silversun Pickups)
Remixes é o primeiro EP remix da banda de rock alternativo de Los Angeles, Silversun Pickups, lançado em 11 de dezembro de 2007.

## Faixas
Todas as faixas escritas e compostas por Silversun Pickups. 
| N.º | Título                                             | Duração |  |
| 1.  | "Lazy Eye" (Jimmy Tamborello - Accordian Mix)      | 3:24    |  |
| 2.  | "Little Lovers So Polite" (Greyarea Remix)         | 4:56    |  |
| 3.  | "Lazy Eye" (Jason Bentley Remix)                   | 5:50    |  |
| 4.  | "Lazy Eye" (Brian LeBarton Remix)                  | 4:59    |  |
| 5.  | "Little Lovers So Polite" (The One AM Radio Remix) | 3:29    |  |
| 6.  | "Lazy Eye" (Jimmy Tamborello - Pulses Mix)         | 3:51    |  |

## Formação
- Brian Aubert → Guitarra, Vocal
- Nikki Monninger → Baixo, Vocal
- Christopher Guanlao → Bateria
- Joe Lester → teclado, Sample, Sound Manipulation